# Liste der Naturdenkmale in Ellern (Hunsrück)
Die Liste der Naturdenkmale in Ellern (Hunsrück) nennt die im Gemeindegebiet von Ellern (Hunsrück) ausgewiesenen Naturdenkmale (Stand 13. Mai 2024).

## Naturdenkmale
| Nr.         | Bezeichnung                   | Lage                                       | Beschreibung                                                                                  | Bild                                    |
| ----------- | ----------------------------- | ------------------------------------------ | --------------------------------------------------------------------------------------------- | --------------------------------------- |
| ND-7140-050 | Friedenseiche                 | nordwestlich des Ortes an der B 50 Lage    | Quercus robur, 1871 gepflanzt                                                                 | Fotos hochladen                         |
| ND-7140-051 | Fürst-Otto-von-Bismarck-Eiche | Bahnhofstraße, vor Nr. 21/23 Lage          | Quercus sp., 1871 gepflanzt, 17 m hoch bei 2,25 m Brusthöhenumfang und 18 m Kronendurchmesser | Direkt Bild zu diesem Denkmal hochladen |
| ND-7140-052 | Kaiser-Wilhelms-Eiche         | Bahnhofstraße, zwischen Nr. 24 und 26 Lage | Quercus sp., 1871 gepflanzt, 23 m hoch bei 3,2 m Brusthöhenumfang und 21 m Kronendurchmesser  | Direkt Bild zu diesem Denkmal hochladen |
| ND-7140-053 | Eiche am Bahnhof              | Bahnhofstraße, bei Nr. 49 Lage             | Quercus sp.                                                                                   | Direkt Bild zu diesem Denkmal hochladen |